# 康县蟹甲草
康县蟹甲草（学名：Parasenecio kangxianensis）为菊科蟹甲草属下的一个种。生长于海拔1400米的山坡林下。康县蟹甲草产自甘肃(康县)。

## 扩展阅读
- 維基物種上的相關：康县蟹甲草